# Lomma
För andra betydelser, se Lomma (olika betydelser).
Lomma är en tätort i Skåne och centralort i Lomma kommun, Skåne län.
Lomma ligger vid Lommabukten, en del av Öresund, cirka 10 kilometer sydväst om Lund och drygt 10 kilometer norr om centrala Malmö.

## Historik
Lomma nämns i Knut den heliges gåvobrev under namnet Lumaby år 1085. Skånes kulturella centrum låg på den tiden på Lundaslätten, vars livsnerv var Höje å och de transporter som kunde göras på vattendraget. Via Höje å gick det på den tiden att transportera gods och varor till Uppåkra, Lund, Heddinge (Nuvarande Kyrkheddinge) och Dalby med sin kungsgård.
På grund av läget vid Höje ås mynning blev Lomma en naturlig hamn för tull, omlastning och handel och hade stadsrättigheter, men fick senare sina rättigheter inskränkta till förmån för Malmö. Fram till dess en bro 1682 byggdes över Höjeå i Lomma fanns en färja för att ta sig över ån (med olika taxor för häst, skodd och oskodd vagn). Anledningen till att bron inte byggdes tidigare var att en bro skulle ha hindrat båttrafiken.

### Tegelbruk, cement och eternit

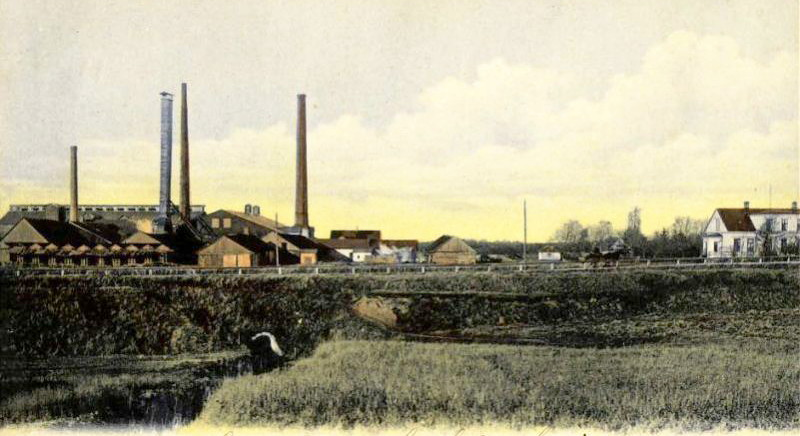
Lomma Tegelfabrik omkring 1900.

Redan 1682 fanns det ett tegelbruk i Lomma, men samhället växte ytterligare efter det att Frans Henrik Kockum förlade ytterligare ett lerbruk till Lomma 1854, ett lerbruk som länge var ett av Skånes största. Spåren efter det återfinns via de många dammar som ännu finns kvar i nordvästra Lomma. Årstillverkningen var länge drygt 2,5 miljoner murtegel och produktionen fick även hamnen att expandera, då havet blev den naturliga transportvägen. AB Lomma tegelfabrik bildades 1887 med produktion av tegel i Lomma. I mitten av 1970-talet lades tegelproduktionen ner.
Förutom att leran kring Lomma var lämplig för tegel, var den även lämplig som en av råvarorna för cement. Skånska Cement AB grundades 1871 och började året därpå tillverka portlandcement i Lomma. Kalken (som är den andra beståndsdelen i cement) kom bland annat från Saltholm. Av naturliga skäl var tegel och kalktillverkning säsongsarbete, och som mest kunde 350 personer arbeta vid cementfabriken under sommarhalvåret.
Lomma har blivit omskrivet för de stora skandalerna kring Lomma Eternit i Lomma. [förklaring behövs]

### Administrativa tillhörigheter
Lomma var och är kyrkby i Lomma socken och ingick efter kommunreformen 1862 i Lomma landskommun där Lomma municipalsamhälle inrättats 12 september 1900. 1951 ombildades landskommunen till Lomma köping som utökades 1963 med Flädie landskommun. 1971 uppgick köpingskommunen i Lomma kommun med Lomma som centralort.
I kyrkligt hänseende har Lomma alltid hört till Lomma församling.
Orten ingick till 1900 i Bara härads tingslag, därefter till 1971 i Torna och Bara domsagas tingslag. Från 1971 till 2005 ingick Lomma i Malmö domsaga och från 2005 ingår orten i Lunds domsaga.

### Befolkningsutveckling
| Befolkningsutvecklingen i Lomma 1900–2020                                                | Befolkningsutvecklingen i Lomma 1900–2020 | Befolkningsutvecklingen i Lomma 1900–2020 | Befolkningsutvecklingen i Lomma 1900–2020 | Befolkningsutvecklingen i Lomma 1900–2020 |
| ---------------------------------------------------------------------------------------- | ----------------------------------------- | ----------------------------------------- | ----------------------------------------- | ----------------------------------------- |
|                                                                                          |                                           |                                           |                                           |                                           |
| År                                                                                       |                                           |                                           | Folkmängd                                 | Areal (ha)                                |
| 1900                                                                                     | 1900                                      |                                           | 2 934                                     | †                                         |
| 1960                                                                                     | 1960                                      |                                           | 3 872                                     |                                           |
| 1965                                                                                     | 1965                                      |                                           | 4 877                                     |                                           |
| 1970                                                                                     | 1970                                      |                                           | 6 419                                     |                                           |
| 1975                                                                                     | 1975                                      |                                           | 7 396                                     |                                           |
| 1980                                                                                     | 1980                                      |                                           | 6 891                                     |                                           |
| 1990                                                                                     | 1990                                      |                                           | 7 665                                     | 388                                       |
| 1995                                                                                     | 1995                                      |                                           | 8 156                                     | 402                                       |
| 2000                                                                                     | 2000                                      |                                           | 8 373                                     | 411                                       |
| 2005                                                                                     | 2005                                      |                                           | 8 820                                     | 420                                       |
| 2010                                                                                     | 2010                                      |                                           | 10 837                                    | 482                                       |
| 2015                                                                                     | 2015                                      |                                           | 12 368                                    | 594                                       |
| 2018                                                                                     | 2018                                      |                                           | 13 616                                    | 593                                       |
| 2020                                                                                     | 2020                                      |                                           | 13 772                                    | 584                                       |
| Anm.: sammanvuxen med småorten Alnarp 2015 † Befolkning runt ett municipalsamhälle 1900. |                                           |                                           |                                           |                                           |

## Samhället
I Lomma finns Lomma kyrka, en långgrund sandstrand, och marina. Sveriges lantbruksuniversitet Alnarp ligger i Alnarp mellan Lomma och Åkarp, nära Lommas sydöstra utkant.

### Handel
Enligt SCB:s avgränsning av handelsområden för år 2015 har Lomma ett handelsområde i centrala Lomma med koden H1262001. Det har ungefär 10 arbetsställen och omfattar några kvarter söder om Centrumtorget.
Lomma hade en förhållandevis tidig kooperativ handelsrörelse i form av Lomma handels- och bageriaktiebolag som grundades 1883. Under 1928 och 1929 ombildades handelsbolaget till en konsumentförening, Konsumtionsföreningen Lomma, som tog över dess verksamhet. Den var bara verksam några månader innan man valde att uppgå i Kooperativa föreningen Solidar i Malmö, vilket skedde årsskiftet 1929/1930. Sedermera byggde Solidar en ny Konsumhall som öppnade den 5 december 1974.
Lomma centrum genomgick en större förändring under 2010-talets första halva. Ett stort inslag hade tidigare varit Centrumhuset som byggdes år 1968 för att innehålla handel och offentlig service. Det revs år 2010. Ett nytt flerbostadshus med butiker i bottenvåningen började byggas år 2012. Huset stod klart våren 2014. Coop invigde en ny butik i februari 2014 som ersatte den gamla Konsumhallen. Övriga hyresgäster från start var SEB, Färs & Frosta Sparbank, Gateau, Apoteket och Systembolaget. I centrum finns även en Willys Hemma. Den var en Hemköp fram till hösten 2020 när den bytte kedja.
Lomma har även två Ica-butiker, båda utanför ortens handelscentrum. Ica Mårtenssons Livs ligger vid korsningen Strandvägen-Karstorpsvägen och ligger i en gårdsbyggnad som varit affär sedan 1914. Ica Supermarket ligger längre inåt land vid Alnarpsvägen.
I tätortens nordöstra hörn vid infarten från Lund ligger Nians verksamhetsområde där ett område för bland annat handel etablerats. På 2000-talet hade en bensinstation och en Lidl etablerats här. En ny fastighet för bland annat handel invigdes hösten 2020.

### Bankväsende
Lomma sparbank grundades 1882. Den uppgick 1942 i Sparbanken i Lund vars rörelse i Lomma senare övertogs av Swedbank.
Skånska banken hade ett kontor i Lomma som år 1977 övertogs av Skandinaviska Enskilda Banken. År 1998 etablerade sig även Handelsbanken i Lomma. I april 2015 etablerade sig Sparbanken Syd. SEB, Handelsbanken, Swedbank och Sparbanken Syd har alla alltjämt kontor i Lomma.

## Idrott
I Lomma finns basketlaget Lobas, som 2018 spelar i division 2 och basketettan.
1971 startade simklubben Hajen. SK Hajen har idag ca. 650 medlemmar.  
Det finns även ett fotbollslag som heter Gif Nike. Hanna Bennison har bland annat spelat i denna klubben 

## Bilder

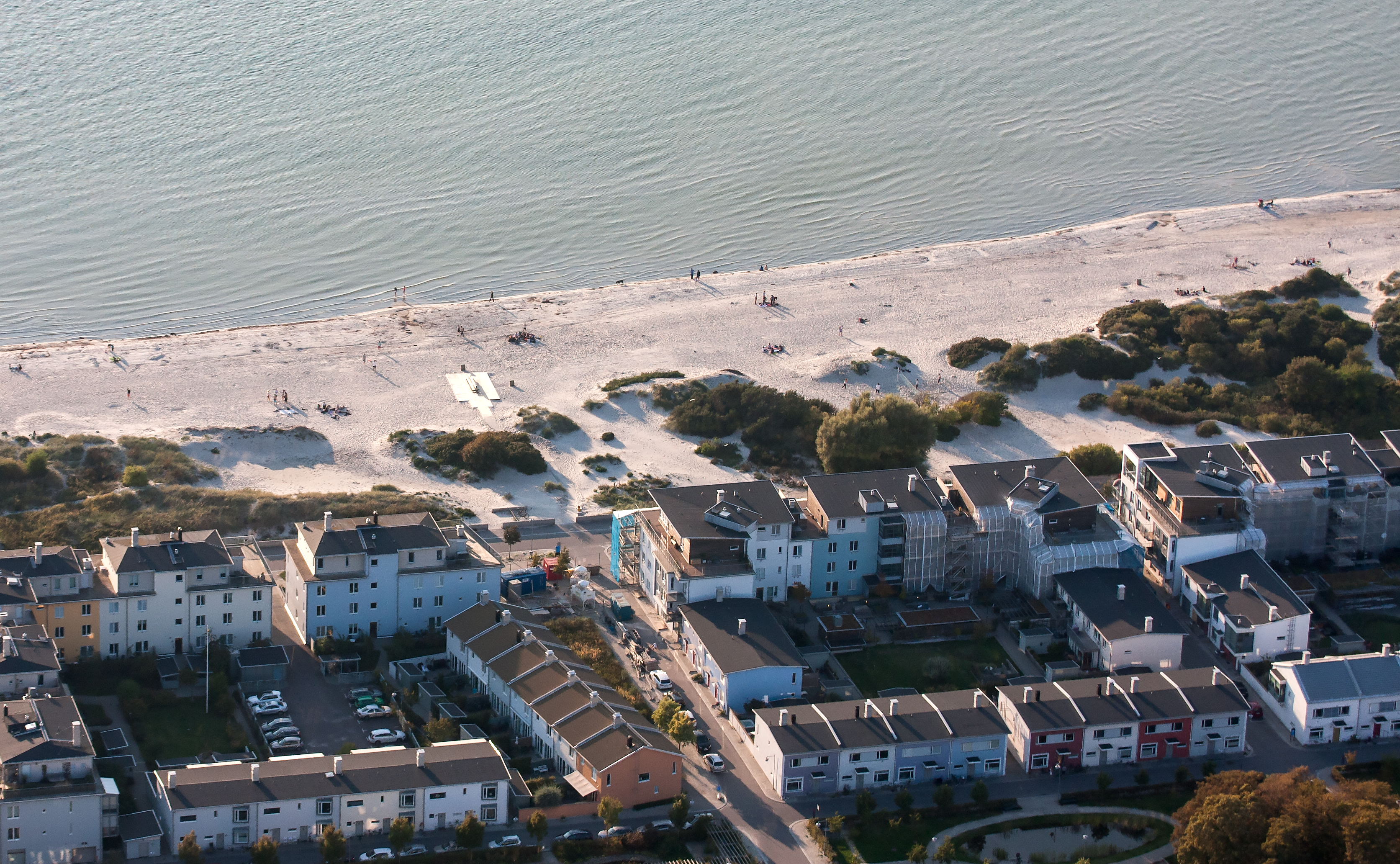
Stranden
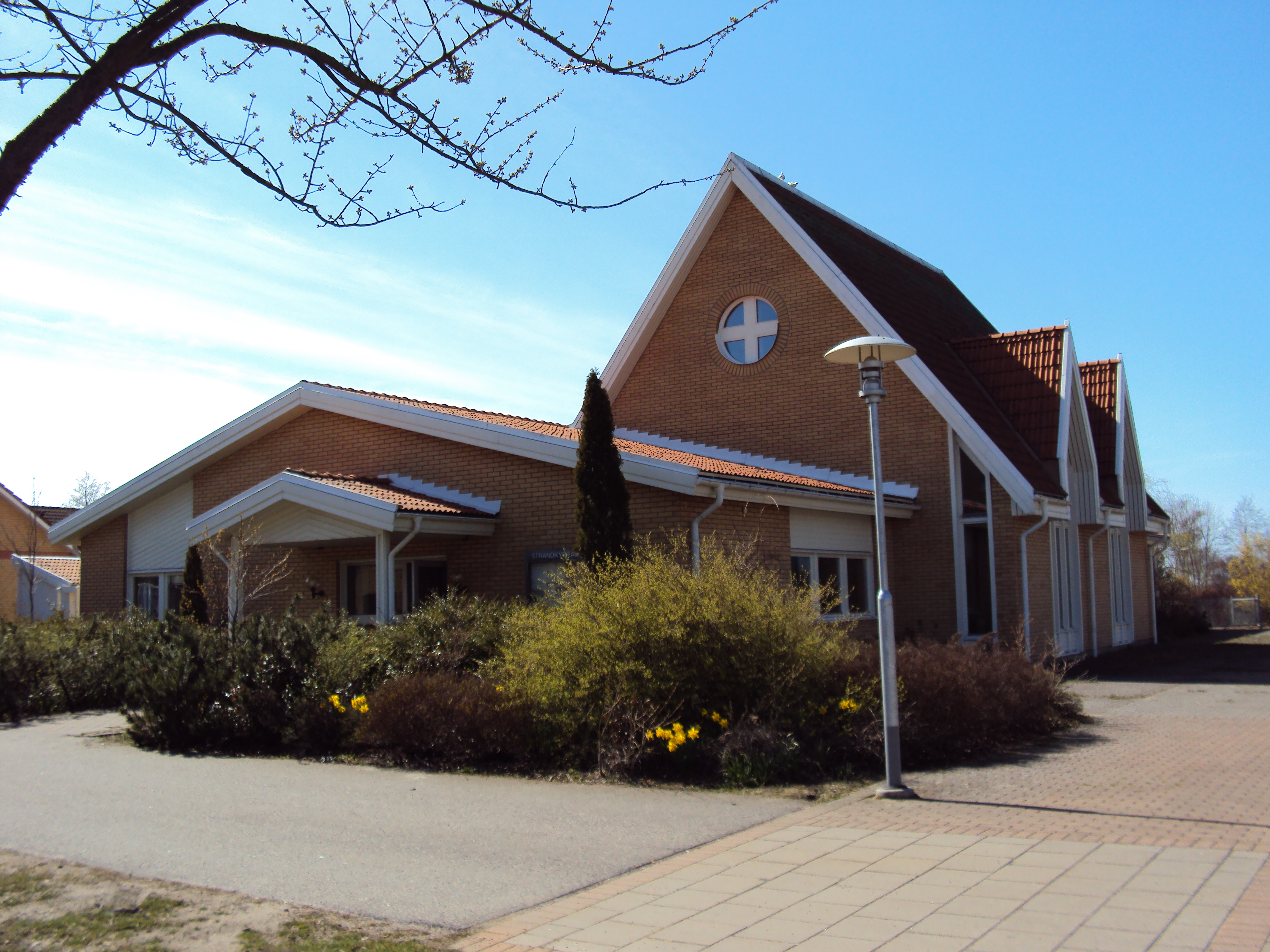
Den ekumeniska Strandkyrkan
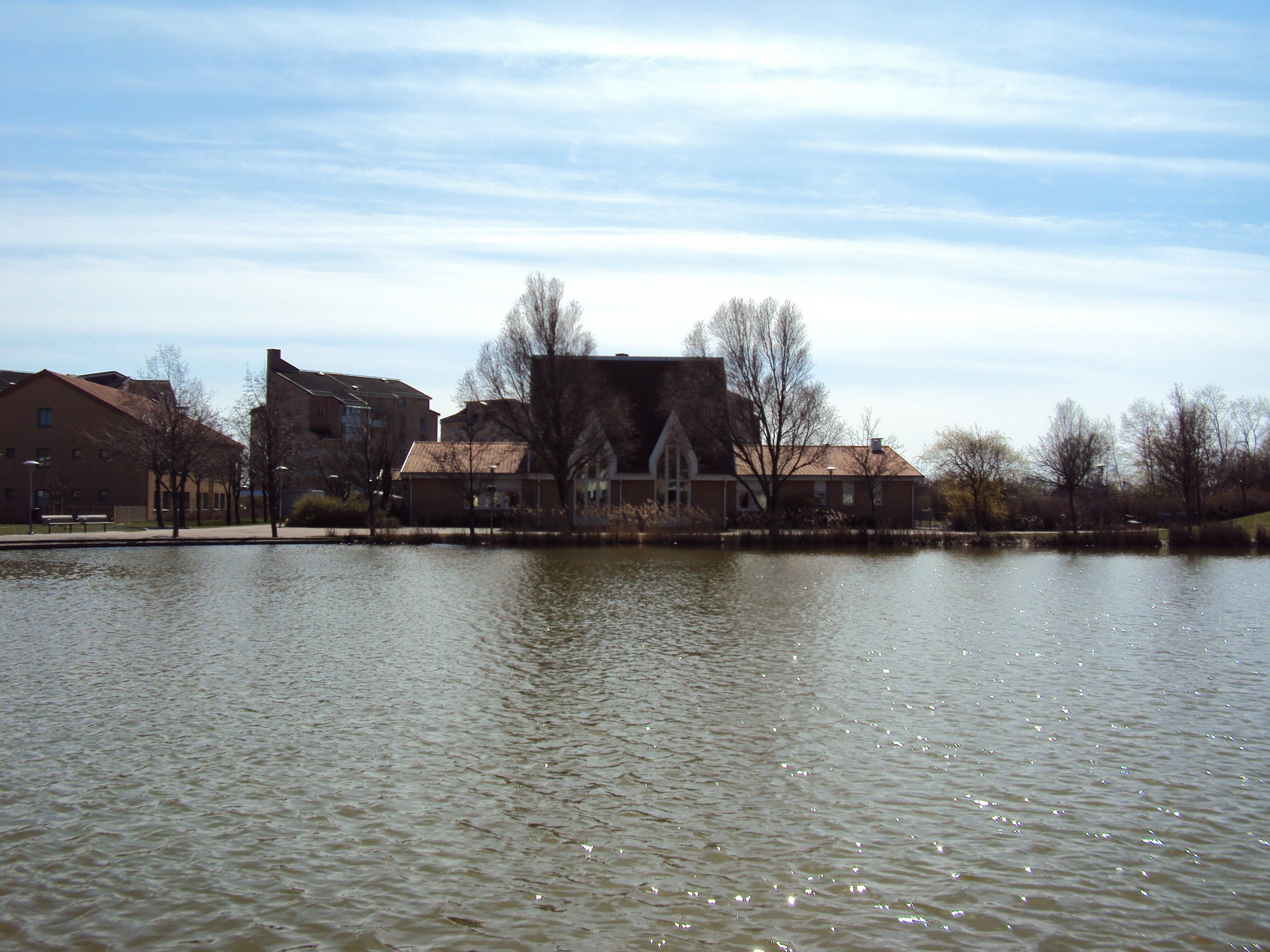
Strandkyrkan och en av dammarna i Lommas hamnområde
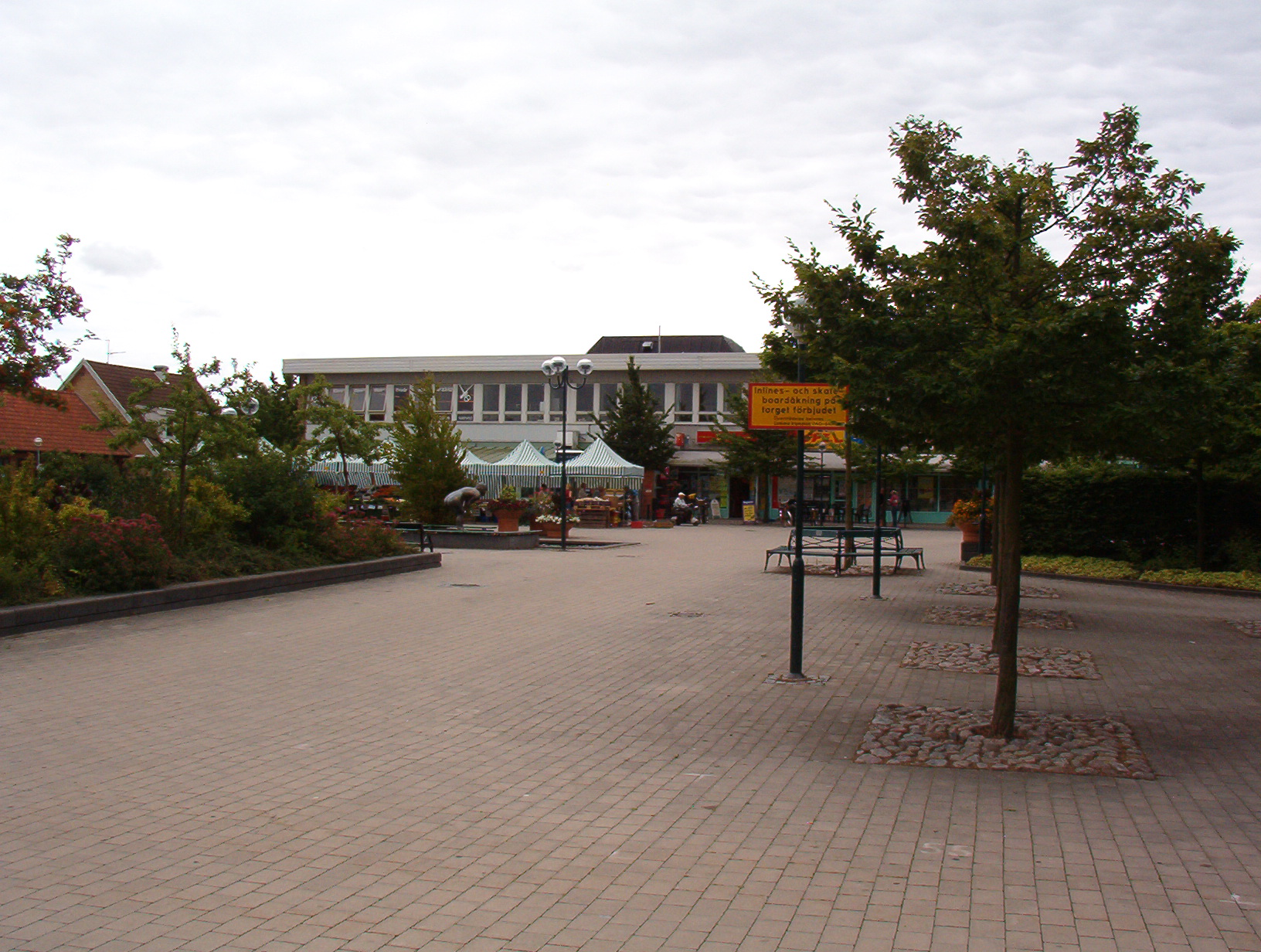
Det gamla torget före en ombyggnad 2012
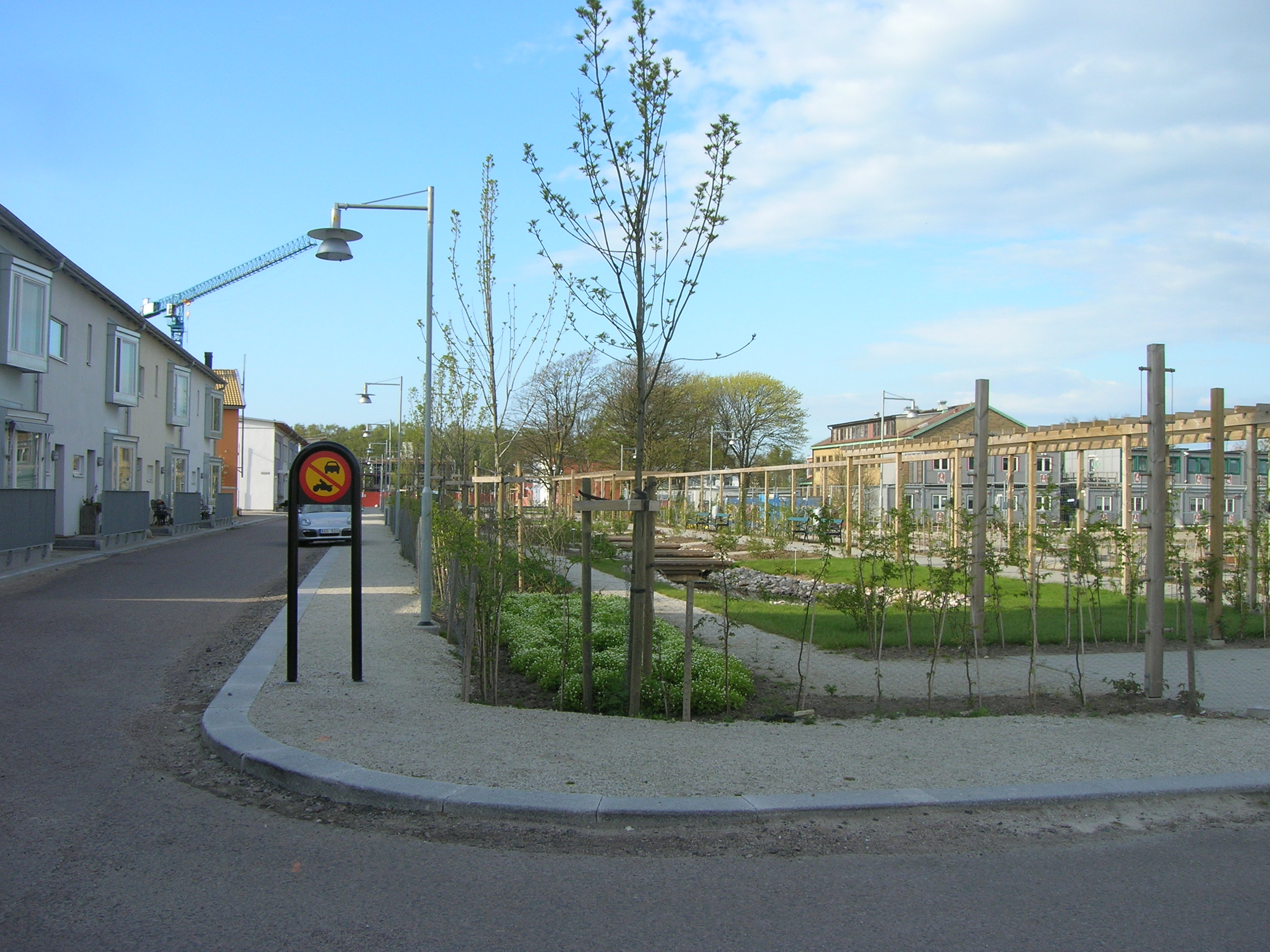
Bostadsområde vid mynningen av Höje å från 2000-talet, 2008
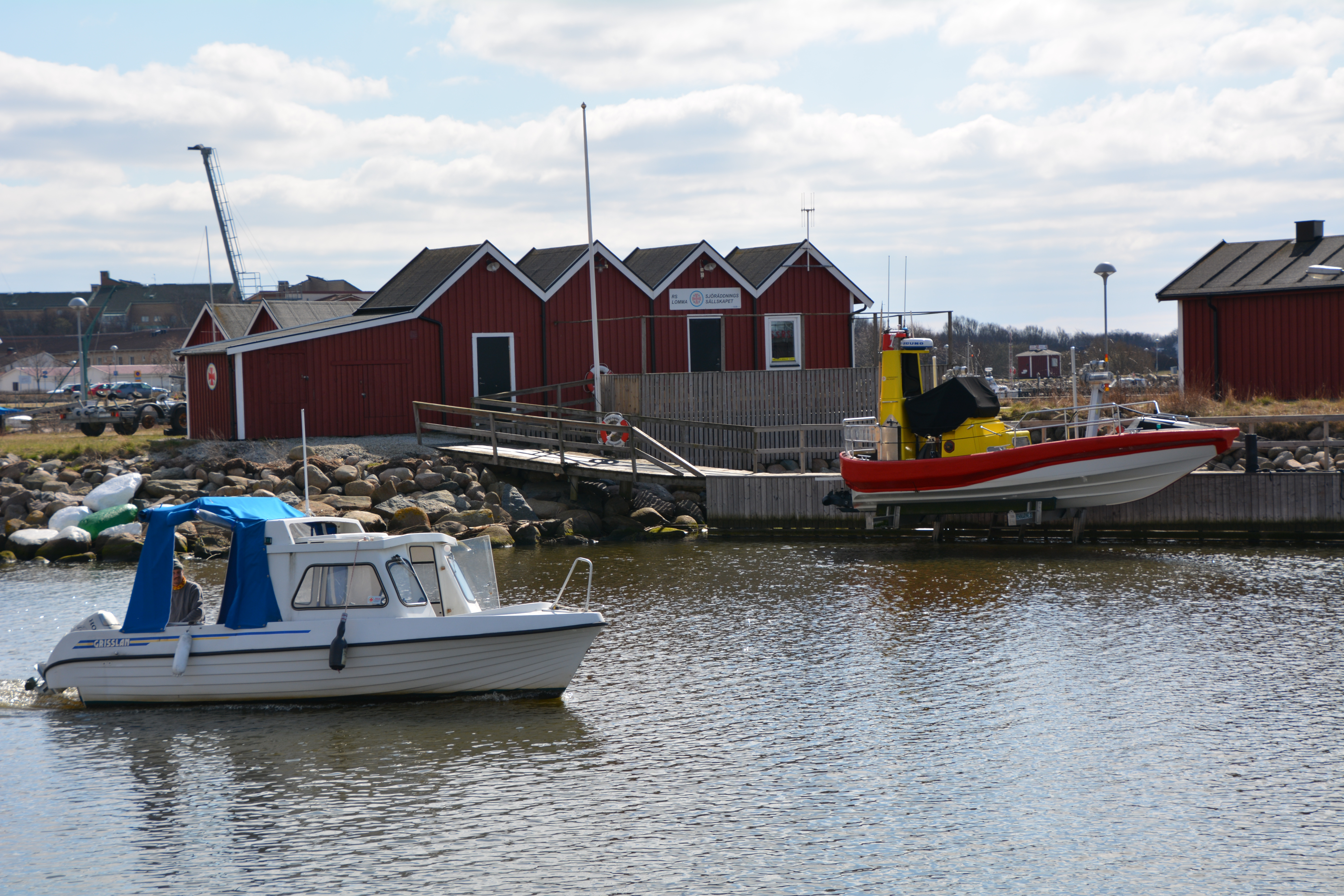
Sjöräddningssällskapets Räddningsstation Lomma
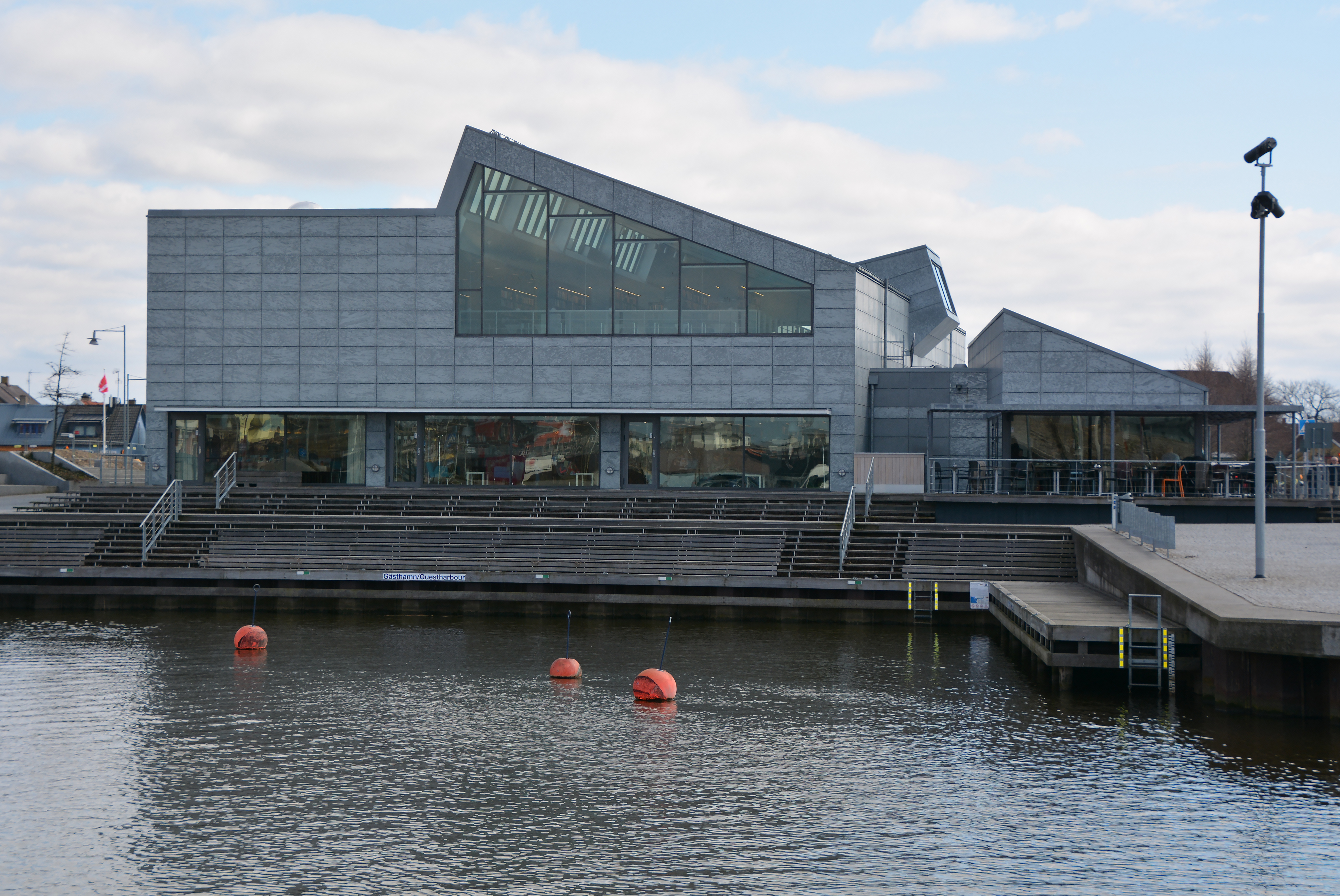
Lommas bibliotek